# Ляшки (село)
Ляшки (укр. Ляшки) — село,
Калюжненский сельский совет,
Лебединский район,
Сумская область,
Украина.
Код КОАТУУ — 5922983707. Население по переписи 2001 года составляло 89 человек.

## Географическое положение
Село Ляшки находится в 3,5 км от рек Ольшонка и Ташань.
На расстоянии до 0,5 км расположены сёла Корчаны, Тригубы и Вершина.
По селу протекает пересыхающий ручей с запрудой.